# Абијам
Абијам, познат још и као Абија или Абијах (хебр. אבים ʼĂḇiyyām‎, грч. Αβιου, лат. Abias - „отац мора“ или „мој отац је море“ или „мој отац је бог Yam") био је четврти краљ Давидове лозе и други краљ Јудеје. Био је син Ровоама, унук Соломона и праунук краља Давида. У Танаху се наводи као Абија ("мој отац је Јахве“). Вилијам Ф. Албрајт његову владавину смешта у период 915. п. н. е.-913. п. н. е., док га неки аутори везују за период 913. п. н. е.-911. п. н. е.. Мајка му је била Маака или Михеја, унука злогласног Абисалома.

## Рат против краља Јеровоама
Абијам је предузео значајне напоре како би Израел ставио под своју контролу. Водио је велику битку против северњачког краља у Планинама Ефрајима. Друга књига дневника наводи да је у њој учествовало 1,2 милиона људи. Абијам се пре ње обратио војсци Израела позвавши је да пређе на његову страну, али га она није послушала. Абијамови ратници су у њој одбили покушај опкољавања и натерали Јеровоама на повлачење, убивши половину његове војске.
Иако Абијам није успео покорити север, краљ Јеровоам је био толико погођен поразом да више није могао приетити Краљевству Јуде.
Абијам је имао четрнаест жена и тридесетшесторо деце. Сахрањен је крај предака у Јерусалиму. Наследио га Краљ Аса.